# Emilio de Gogorza
Emilio Eduardo de Gogorza (29 de mayo de 1872 - 10 de mayo de 1949) fue un barítono estadounidense de padres españoles.

## Biografía
Nació en Brooklyn, Nueva York, aunque fue criado y formado musicalmente en España. Regresó a los Estados Unidos a los 20 años. Cantó en varios idiomas, incluyendo francés, italiano e inglés, así como el español. No incursionó en la ópera (presumiblemente debido a su pronunciada miopía que le impedía desenvolverse con soltura en un escenario) pero, en cambio, se convirtió en un artista de renombre por sus conciertos y recitales.
Las grabaciones de Gogorza muestran la inteligencia y la sensibilidad de su canto y su pulida técnica vocal. Grabó con Enrico Caruso una canción en español llamada "A la luz de la luna". En 1928, grabó la misma canción con Tito Schipa.
Fue uno de los primeros músicos profesionales en hacer grabaciones comerciales, no sólo bajo su propio nombre, sino también bajo varios alias, tales como "Carlos Francisco", "Ed Franklin" y "Herbert Goddard". Es probable que utilizara alias al grabar bajo la etiqueta de bajo nivel 'Black Label' de la empresa Victor en lugar de la etiqueta superior 'Red Label' que normalmente utilizaba. También fue utilizado por la empresa Víctor como un hombre de A&R, para ayudar a persuadir a otros conocidos cantantes de ópera a grabar para ellos. Trabajó para la Victor Talking Machine Company durante más de 20 años realizando más de mil grabaciones.
Durante este tiempo fue profesor de voz y música en el Instituto de Música Curtis en Filadelfia. Uno de sus estudiantes, Wilbur Evans, en diciembre de 1927 ganó la primera Audición Nacional de Radio Atwater Kent, obteniendo el primer premio entre 50.000 participantes. Evans se convirtió en una voz de barítono bien conocida en Broadway y en la radio.
De Gogorza continuó enseñando luego de su retiro. Entre sus alumnos estuvieron el compositor Samuel Barber y el famoso crítico de música de Filadelfia Max de Schauensee, que dejó muchos recuerdos cariñosos de él.
De Gogorza se casó por primera vez el 29 de octubre de 1896 en Manhattan, Nueva York, con Elsa "Elsie" Neumoegen (hija de N. Berthold y Rebecca [Livingstone] Neumoegen). En su certificado de matrimonio; Emilio enumeró a sus padres como Julis Antonio De Gogorza y Francisca Navarette. Su ocupación figuraba como "Cantante" en el censo de 1900. En 1911, De Gorgoza se casó con la célebre soprano estadounidense Emma Eames, con quien realizó giras y también grabó varios duetos para la Victor Talking Machine Company. Se divorciaron en 1936.
Murió en 1949 en Nueva York, a causa de cáncer de pulmón.